# Calamotropha lupatus
Calamotropha lupatus là một loài bướm đêm trong họ Crambidae.